# Annegret Richter
Annegret Irrgang-Richter (Dortmund, 13 ottobre 1950) è un'ex velocista tedesca, campionessa olimpica dei 100 metri piani a Montréal 1976.
Ha detenuto, con il tempo di 11"01 corso a Montréal, il record mondiale dei 100 metri dal 25 luglio 1976 al 1º luglio 1977, quando il primato fu migliorato da Marlies Göhr.

## Biografia
Il primo evento internazionale in cui si mette in luce Annegret Richter sono i Campionati europei di atletica leggera del 1971 ad Helsinki, quando con la staffetta 4×100 metri conquista la medaglia d'oro con il tempo di 43"30. Convola a nozze con l'ostacolista Manfred Richter, abbandonando così il proprio cognome da nubile per utilizzare quello del marito.
L'anno successivo, ai Giochi olimpici di Monaco di Baviera, raggiunge la finale dei 100 metri classificandosi quinta nei 100 metri. Nella staffetta 4×100 metri vince la sua prima medaglia olimpica, conquistando l'oro davanti alla Germania Est, con il nuovo primato mondiale di 42"81.
Prima dei Giochi del 1976 a Montréal il ruolo di favorita è tutto per la sua connazionale Ingeborg Helten, che aveva stabilito da poco il nuovo record mondiale dei 100 metri con il tempo di 11"04. In semifinale però la Richter stabilisce il nuovo record, correndo in 11"01 ed in finale conferma appieno il proprio stato di forma vincendo l'oro con il tempo di 11"08 davanti alla campionessa uscente Renate Stecher. Qualche giorno più tardi corona la sua Olimpiade vincendo due medaglie d'argento, una nei 200 metri ed una con la staffetta 4×100 metri.
Si ritira dalle competizioni l'anno successivo, facendo un breve ritorno alle gare nel 1978. Incappa però in un grave infortunio che ne determina la definitiva fine della propria carriera agonistica.

## Palmarès
| Anno | Manifestazione  | Sede      | Evento      | Risultato | Prestazione | Note                          |
| ---- | --------------- | --------- | ----------- | --------- | ----------- | ----------------------------- |
| 1970 | Europei indoor  | Vienna    | 60 m piani  | 6ª        | 7"6         |                               |
| 1971 | Europei indoor  | Sofia     | 60 m piani  | Bronzo    | 7"4         |                               |
| 1971 | Europei         | Helsinki  | 4×100 m     | Oro       | 43"30       |                               |
| 1972 | Europei indoor  | Grenoble  | 50 m piani  | Argento   | 6"28        |                               |
| 1972 | Giochi olimpici | Monaco    | 100 m piani | 5ª        | 11"38       |                               |
| 1972 | Giochi olimpici | Monaco    | 4×100 m     | Oro       | 42"81       | Record mondiale               |
| 1973 | Europei indoor  | Rotterdam | 60 m piani  | Oro       | 7"27        |                               |
| 1973 | Europei indoor  | Rotterdam | 4×180 m     | Oro       | 1'21"15     |                               |
| 1974 | Europei indoor  | Göteborg  | 60 m piani  | 7ª        | 7"35        |                               |
| 1974 | Europei         | Roma      | 100 m piani | 5ª        | 11"36       |                               |
| 1974 | Europei         | Roma      | 4×100 m     | Argento   | 42"75       |                               |
| 1976 | Giochi olimpici | Montréal  | 100 m piani | Oro       | 11"08       |                               |
| 1976 | Giochi olimpici | Montréal  | 200 m piani | Argento   | 22"39       | Miglior prestazione personale |
| 1976 | Giochi olimpici | Montréal  | 4×100 m     | Argento   | 42"59       |                               |